# Juan Carlos Moragues
Juan Carlos Moragues Ferrer, né le 4 septembre 1969 à Gandía, est un homme politique espagnol membre du Parti populaire (PP).
Il est délégué du gouvernement dans la Communauté valencienne entre juillet 2015 et juin 2018.

## Biographie

### Formation et vie professionnelle
Étudiant de l'université de Valence, il est titulaire d'une licence en sciences économiques et entrepreneuriales et d'une licence en droit. Il est fonctionnaire du corps supérieur des inspecteurs des finances de l'État depuis 2002.

### Conseiller au gouvernement régional
Le 7 novembre 2012, il est nommé conseiller aux Finances et à l'Administration publique par Alberto Fabra. Il quitte son poste le 30 juin 2015 après l'arrivée au pouvoir des socialistes. Il est élu député au Parlement valencien lors des élections régionales de 2015 pour la circonscription de Valence. Il démissionne un mois plus tard.

### Délégué du gouvernement
Le 5 juillet 2015, il est nommé délégué du gouvernement dans la Communauté valencienne par le président du gouvernement Mariano Rajoy.